# Oliver Twist (2005)
Oliver Twist (bra/prt: Oliver Twist) é um filme franco-ítalo-tcheco-britânico de 2005, um drama dirigido por Roman Polanski, com roteiro de Ronald Harwood baseado no romance homônimo de Charles Dickens.
O filme premiado no Toronto International Film Festival em 11 de setembro de 2005, antes de ser lançada uma versão limitada nos EUA, em 28 de setembro.[carece de fontes?]